# Biscutella ebusitana
L'herba de les llunetes o Biscutella ebusitana és una planta de la família Brassicaceae endèmica de les illes Pitiüses.
És una herba perenne, llenyosa a la base, i que pot arribar a assolir prop d'un metre d'alçada. És una planta diploide (2n = 18 cromosomes), essent la seva pol·linització entomòfila, amb flors hermafrodites, sense mecanismes de creixement vegetatiu. La floració té lloc entre finals de maig i el juny. Creix en roquissars, replans i fissures de roques, des del nivell de la mar fins a 400 m, a les illes d'Eivissa i Formentera i en alguns illots. Té estreta relació amb altres espècies del llevant peninsular, com ara Biscutella frutescens, Biscutella sempervirens o Biscutella montana.
La major part de les seves poblacions es localitzen en zones d'accés relativament difícil, fet que determina que les pertorbacions antròpiques siguin, en general, limitades. El problema més important es patia a l'illot es Vedrà, per l'herviboria de les cabres (Capra aegagrus hircus) introduïdes el 1992 i que han estat sacrificades a principis del 2016.